# Engelbert Pernerstorfer
Engelbert Pernerstorfer (* 27. April 1850 in Wien; † 6. Jänner 1918 ebenda) war ein österreichischer Politiker und Journalist.

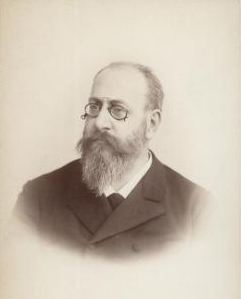
Engelbert Pernerstorfer 1896

Pernerstorfer (links) mit Victor Adler (um 1870)

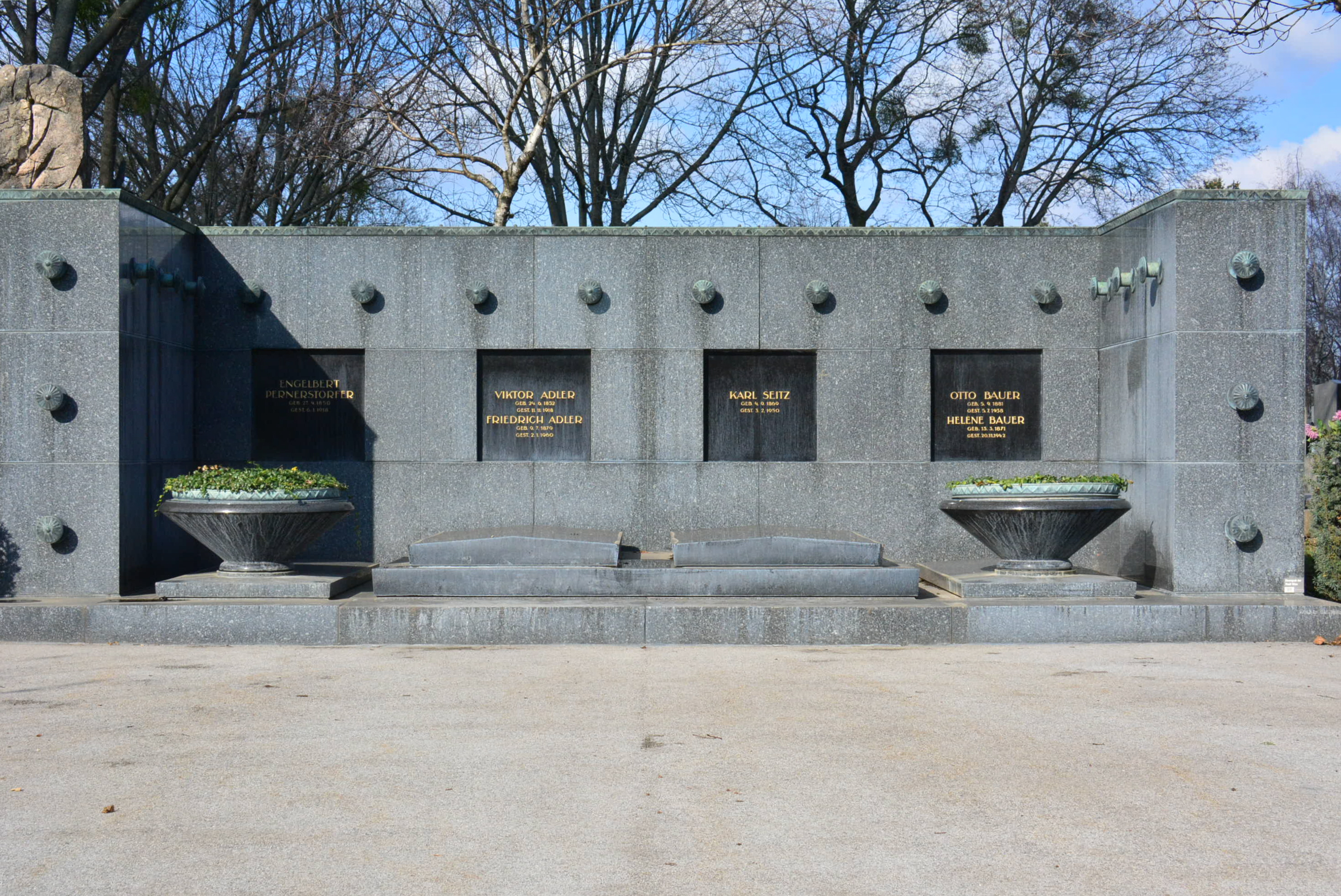
Wiener Zentralfriedhof – Grabanlage mit den letzten Ruhestätten von Victor Adler, Otto Bauer, Karl Seitz und Engelbert Pernerstorfer

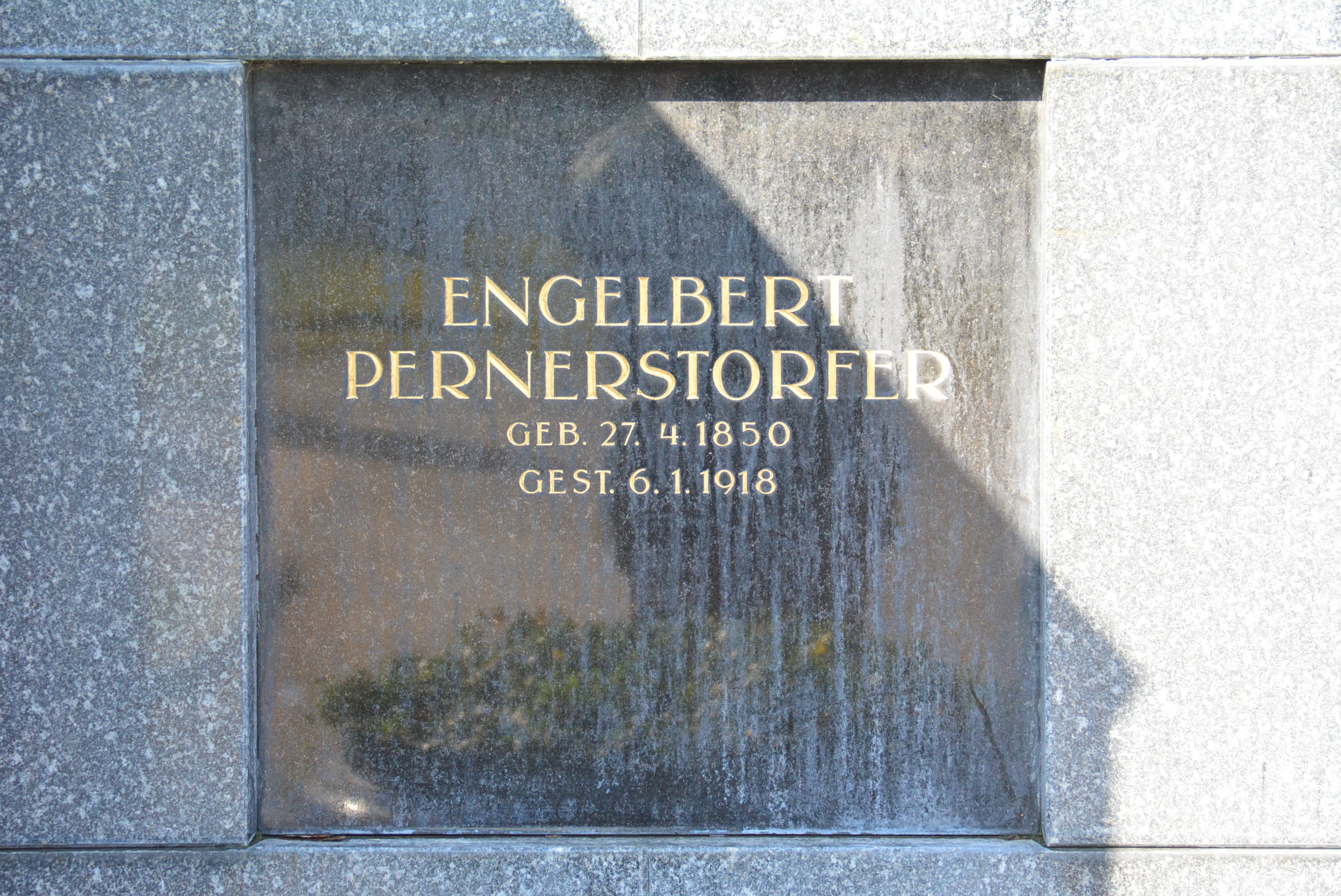
Detail

## Leben
Während seiner Studienjahre in Wien gehörte Gustav Mahler mit Siegfried Lipiner und anderen zum philosophischen und literarischen Freundeskreis um Engelbert Pernerstorfer, woraus Lebensfreundschaften entstanden.
Engelbert Pernerstorfer war der Sohn eines Schneidermeisters und Kämpfers in der Revolution von 1848. Im Alter von vier Jahren starb der Vater und er wurde im Waisenhaus erzogen. Er absolvierte das Wiener Schottengymnasium und schloss mit seinem Mitschüler Viktor Adler eine lebenslange Freundschaft. Später war er als Lehrer tätig. Er gehörte dem deutschnationalen Kreis um Georg von Schönerer an; auf seine Initiative entstand 1880 der Deutsche Schulverein. Während seines Studiums war er 1870 Mitglied der Burschenschaft Braune Arminia Wien geworden.
Er war ab 1881 Mit- und ab 1883 alleiniger Herausgeber und Redakteur der Zeitung „Deutsche Worte“. 1882 war er an der Erstellung des deutschnationalen Linzer Programms beteiligt.
Von 1885 bis 1897 und von 1901 bis 1918 war er Reichsratsabgeordneter, ab 1896 Mitglied der Sozialdemokratischen Arbeiter-Partei. (Zuvor gehörte er dem Kreis der Fabier an, aus dem 1896 die Sozialpolitische Partei hervorgehen sollte.) Neben Victor Adler wurde Pernerstorfer einer der Parteiführer der Sozialdemokratie; er vertrat die deutschnationale Richtung der Arbeiterbewegung. In der Arbeiter-Zeitung wirkte Pernerstorfer als Feuilletonredakteur und Theaterkritiker. Ab 1907 war er Vizepräsident des Abgeordnetenhauses des Reichsrats.
1919 wurde die Pernerstorfergasse in Wien-Favoriten, dem 10. Bezirk, nach ihm benannt. Auch der Pernerstorferhof, eine städtische Wohnhausanlage im gleichen Bezirk, erhielt seinen Namen.
Anfang der 1920er Jahre erwarb die Sozialwissenschaftliche Studienbibliothek der Kammer für Arbeiter und Angestellte für Wien Pernerstorfers Privatbibliothek.

## Werke (Auswahl)
- Deutsche Worte. Politische Zeitschrift für das deutsche Volk in Oesterreich. (Redaktion Engelbert Pernerstorfer.) Genossenschafts-Buchdruckerei, Wien 1881–1904.
- Zur Frage der Taktik auf dem Congress in Amsterdam. In: Sozialistische Monatshefte. 8 = 10 (1904), Heft 9, S. 694–698 Digitalisat.
- Der nationale und der internationale Gedanke. In: Sozialistische Monatshefte. 9 = 11 (1905), Heft 8, S. 645–653 Digitalisat.
- Friedrich Schiller. Gedenkrede. Brand, Wien 1905, Digitalisat der Ausgabe von 1911.
- Emil Vandervelde: Alkohol, Religion, Kunst. Drei sozialistische Untersuchungen. Aus dem Französischen von Engelbert Pernerstorfer. Gustav Fischer, Jena 1907 Digitalisat.
- Zu Hofe gehen? In: Sozialistische Monatshefte. 11 = 13 (1907), Heft 9, S. 720–724 Digitalisat.
- Das Parlament des allgemeinen Wahlrechts in Österreich. In: Sozialistische Monatshefte. 14 = 16 (1910), Heft 16/18, S. 1012–1017 Digitalisat.
- Der Wert der antiken Bildung. In: Sozialistische Monatshefte. 15 = 17 (1911), Heft 18/20, S. 1186–1196 Digitalisat.
- Meinung und Partei. In: Sozialistische Monatshefte. 16 = 18 (1912), Heft 18/20, S. 1150–1154 Digitalisat.
- Ein Franzose über Rosegger. In: März, Eine Wochenschrift. 07 (1913), Heft 39, S. 466–468.
- Hermann Stegemann. In: Das literarische Echo, Berlin. 17 (1915), Spalte 1157–1164.
- Einführung zu Jean Jaurès: Vaterland und Proletariat, Diederichs, Jena 1916.
- Zur Judenfrage. In: Der Jude: eine Monatsschrift, 1 (1916–1917), H. 5 (August 1916), S. 308–315 Digitalisat.
- Zeitfragen. Verlag des Volksbildungshauses Wiener Urania, Wien 1917 (Urania Bücherei 7).
- Von der Liebe zum Buch. In: Sozialistische Monatshefte. 24 (1918), Heft 3, S. 139–141 Digitalisat.